# Глушиња
Глушиња је насељено место у општини Жумберак, до нове територијалне организације у саставу бивше општине Јастребарско, у Загребачкој жупанији, Хрватска.

## Географски положај
Налази се на надморској висини од 573 метра. Село је смештено на југоисточним падинама Жумберачке Горе, 14 километара северно од Костањевца, седишта општине.

## Историја
У урбару из 1830. године стоји да је „Глушиња место са 7 кућа и 83 гркосједињена становника (унијата)".

## Привреда
Привредна основа насеља је: пољопривреда, виноградарство и сточарство.

## Становништво

### Број становника по пописима
| Националност   | 2001. | 1991. | 1981. | 1971. | 1961. | 1953. | 1948. | 1931. | 1921. | 1910. | 1900. | 1890. | 1880. | 1869. | 1857. |
| бр. становника | 25    | 32    | 55    | 94    | 95    | 108   | 110   | 111   | 99    | 119   | 104   | 105   | 92    | 78    | 75    |

### Национални састав
| Националност       | 1991.     | 1981.     | 1971.       | 1961.       |
| Хрвати             | 32 (100%) | 55 (100%) | 93 (98,93%) | 94 (98,94%) |
| Срби               | 0         | 0         | 0           | 1 (1,05%)   |
| Југословени        | 0         | 0         | 0           | 0           |
| остали и непознато | 0         | 0         | 1 (1,06%)   | 0           |
| Укупно             | 32        | 55        | 94          | 95          |

## Саобраћај
Село је повезано локалним путем Горња Вас — Мрзло Поље Жумберачко.

## Црква
Насеље припада гркокатоличкој (унијатској) парохији „Свети Петар и Павле“ из Сошица, Жумберачки викаријат Крижевачке епархије.